# Georg Pencz

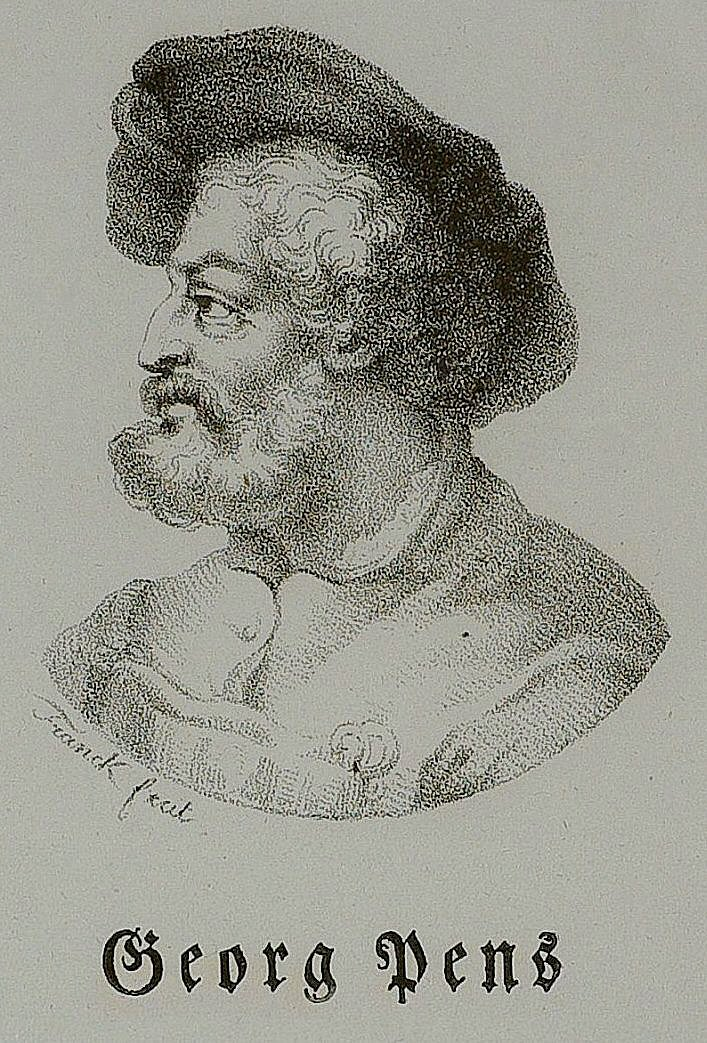
Georg Pencz, en un retrato grabado al cobre por Maximilian Franck (1813), copia de un original antiguo

Georg Pencz (¿Westheim, cerca de Bad Windsheim, Baviera?, h. 1500 - Breslavia, 1550) fue un pintor y grabador alemán del siglo XVI.
Fue uno de los grabadores más prestigiosos y cotizados de mediados del siglo XVI, y se le catalogó en el círculo de los llamados Pequeños Maestros que produjeron diminutas planchas de temas cultos con destino a los coleccionistas privados: los hermanos Barthel y Sebald Beham, Heinrich Aldegrever, Hans Brosamer, Daniel Hopfer, etc.

## Vida y obra
Poco se sabe de sus primeros años; se cree que nació hacia 1500, supuestamente en Westheim-Bad Windsheim. En 1523 ingresó en el taller de Durero, a quien sucedería como pintor oficial de la ciudad de Núremberg en 1532. Tras una etapa inicial como pintor, Pencz se fue inclinando por el grabado de formatos muy pequeños. Ejemplo temprano de su pintura es un Ángel (h. 1525-1530) del Museo Wallraf-Richartz de Colonia.
En enero de 1525, Pencz fue encarcelado junto con los hermanos grabadores Barthel y Sebald Beham; los tres fueron acusados de herejía por compartir las creencias de Thomas Müntzer, quien cuestionaba (entre otros dogmas) la validez del bautismo. Pencz y los Beham fueron desterrados de Núremberg, situación que Pencz hubo de aprovechar para una primera estancia en Italia, de 1526 a 1528 o 1529, pero pocos meses después y gracias a ciertos apoyos de la nobleza, los tres artistas recibieron el perdón. La reputación de Pencz no debió de sufrir mella por el asunto, pues en 1532 sería nombrado pintor de la ciudad.

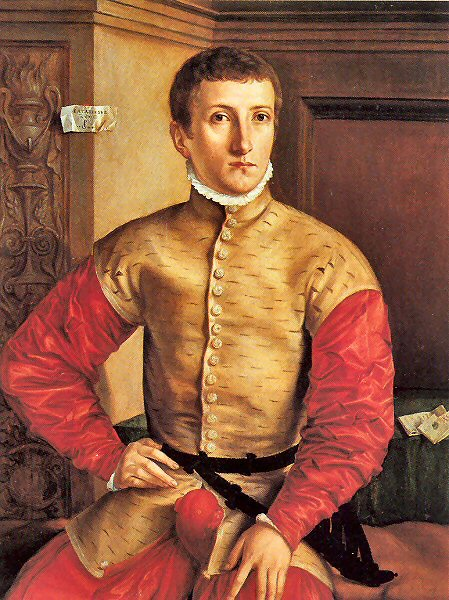
Retrato de muchacho sentado, 1544 (Uffizi, Florencia).

Aunque Pencz llegó a pintar un plafón decorativo de doce metros (La caída de Faetón de la Sala Hirsvogel de Núremberg, 1532), su especialidad fue el grabado a buril en formatos extremadamente reducidos. Alguno se aproximaba a los 20 cm de longitud (Artemisa), pero muchos apenas llegaban a 8 × 6 cm:
Pigricia (Pereza, o Alegoría de la estupidez),
Susana y los viejos (h. 1532),
Betsabé en el baño,
Lot y sus hijas (h. 1531)…
Es evidente en él la influencia de Rafael Sanzio, cuyo estilo conoció por medio de las estampas de Marcantonio Raimondi y su círculo. El grueso de su producción grabada, más de cien planchas, se sitúa en el periodo 1531-45, si bien pocas están fechadas.
Pencz no tuvo como grabador la ambición de Durero, pero insistió en la perfección técnica. No eludía dificultad alguna ni en las planchas más diminutas, complaciéndose en plasmar todos los detalles: los pliegues de los ropajes, los cabellos, elementos accesorios… Como la mayoría de los maestros alemanes de su generación, procuraba plasmar lo nuevo del Renacimiento italiano mediante una técnica descriptiva y expresiva típicamente germánica.
Los grabados de Pencz y de otros pequeños maestros eran mayormente producidos como obras sueltas, no para ilustrar libros, y se destinaban a una clientela de alto poder adquisitivo, nobles y reyes, que los reunieron en gabinetes de curiosidades. Más que por su valor creativo, estos diminutos grabados atraían por su dificultad técnica y su sofisticada temática, generalmente mitológica y literaria.

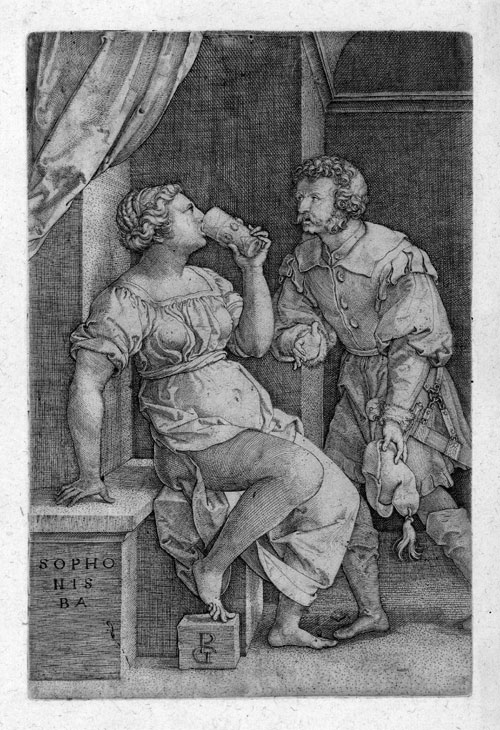
Sofonisba, grabado de Pencz.

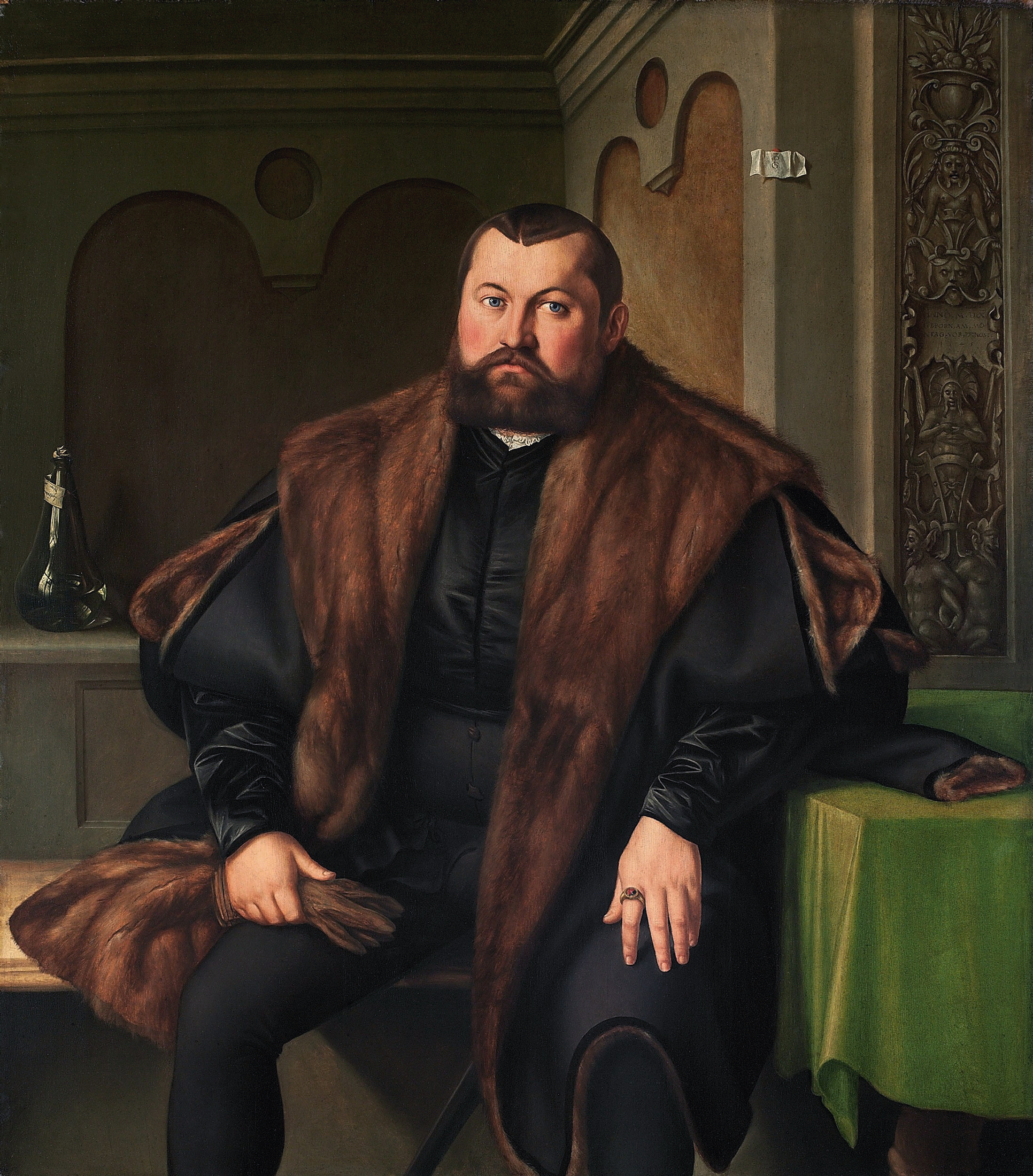
Retrato de Sigismund Baldinger, c. 1545. Una de sus escasas pinturas en el mercado. Presentada en la feria TEFAF de Maastricht en 2011.

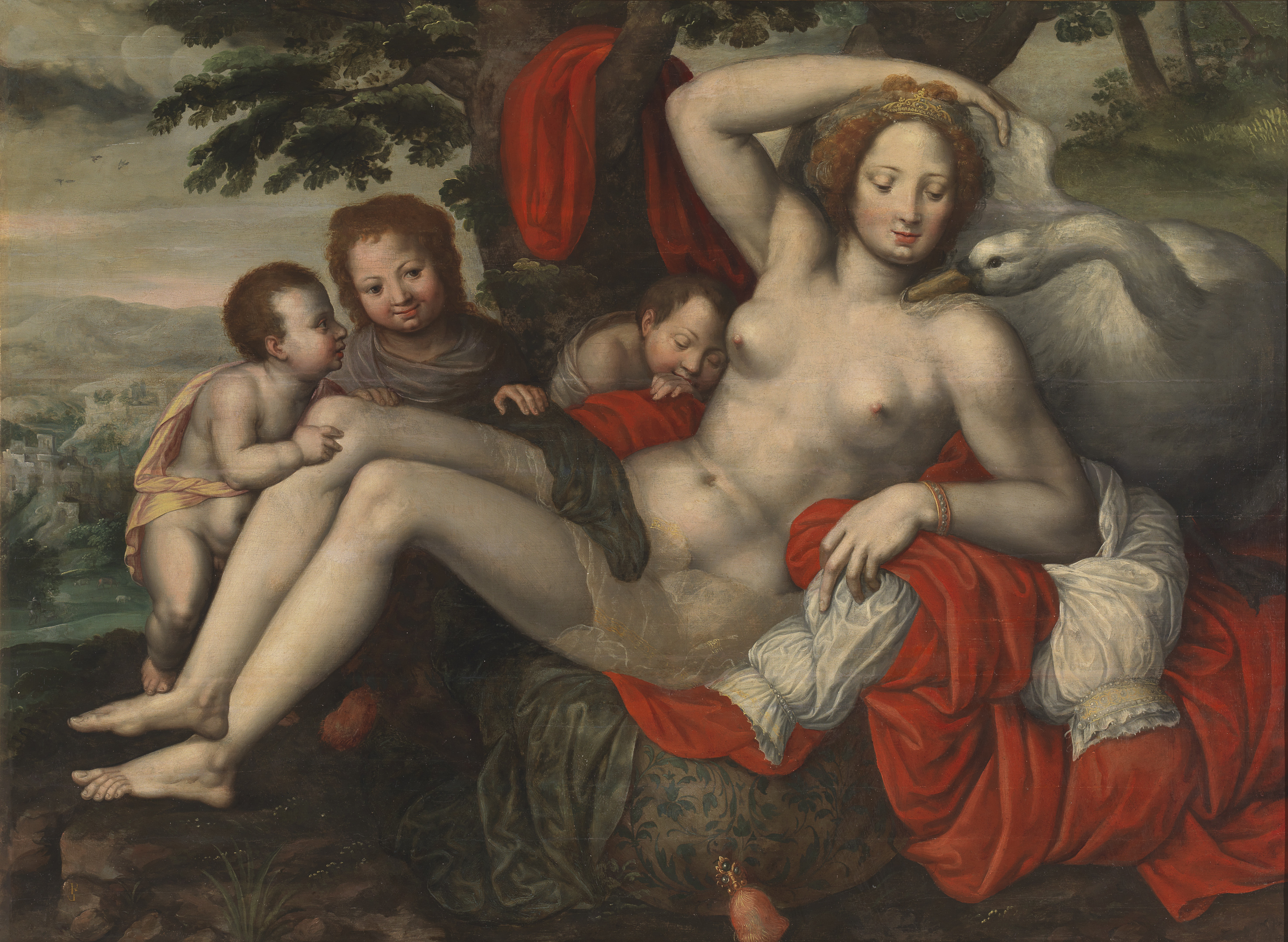
Leda y el cisne (Museo del Prado).

Pencz produjo también estampas de temas religiosos: La conversión de san Pablo (h. 1543), La Crucifixión (1545)… pero su especialidad fueron las escenas de una carga erótica más o menos velada, que permitían incluir figuras femeninas semidesnudas.
Sensacional ejemplo de ello es la estampa Virginea, inspirada en un relato de Tito Livio luego versionado por Chaucer: un militar de reputación intachable mata a su propia hija, antes de que el juez corrupto Appius obtenga su custodia y abuse de ella. La espada del padre clavándose en el opulento pecho de Virginia es una mezcla de erotismo y drama.
En 1539, Pencz viajó nuevamente a Italia y visitó Roma. Volvió a Núremberg al año siguiente, y entonces despuntó como retratista, reduciendo su actividad como grabador. A estos años pertenecen un Retrato de hombre con barba (Museo de Bellas Artes de Budapest), Muchacho sentado (1544; Florencia, Galería de los Uffizi) y Retrato de Sigismund Baldinger, que pueden recordar a los retratos de Bronzino y Hans Holbein el Joven. También acusan influencia italiana obras como Mujer dormida con vanitas (1544; Pasadena, EE. UU., Museo Norton Simon) y la única pintura suya conocida en España Leda y el cisne, incorporada al Museo del Prado en 1985 por donación de Manuel González López.
En 1550, el duque de Prusia nombró a Pencz Pintor de la Corte, pero éste murió en Breslavia antes de ocupar el puesto.